# Поточкова операція
Пото́чкова опера́ція, або покоордина́тна опера́ція двох функцій {\displaystyle f} і {\displaystyle g} — нова функція, значення якої дорівнює значенню бінарної операції від значень {\displaystyle f} і {\displaystyle g}, а аргументи {\displaystyle f} і {\displaystyle g} дорівнюють аргументу нашої нової функції.
Покоординатна операція перетворює дві функції на одну. Покоординатну операцію можна утворити з різних бінарних операцій. Покоординатне множення утворюється з множення. Покоординатна сума утворюється з суми. Спрощено можна сказати, що покоординатна операція виконує бінарну операцію на значеннях функцій.
Оскільки аргументами і результатом покоординатної операції є функції, вона є функцією вищого порядку. Бінарну операцію, з якої утворюється покоординатна операція, також можна вважати одним із аргументов. Разом покоординатну операцію можна записати на мові програмування Haskell таким чином:
```
 \b f g -> \x -> (f x) `b` (g x)
```

де {\displaystyle b} — бінарна операція (сума або добуток у наших прикладах), {\displaystyle f}, {\displaystyle g} — функції, про які йшлося у нашому визначенні покоординатної операції.
Прикметник поточковий або покоординатний застосовується і до інших понять в математиці, якщо ці поняття стосуються значення функції.